# Bank of the West Classic 2016
Bank of the West Classic 2016 byl profesionální tenisový turnaj pořádaný jako součást ženského okruhu WTA Tour, který se hrál na otevřených dvorcích s tvrdým povrchem v univerzitním areálu Taube Tennis Center. Probíhal mezi 18. až 24. červencem 2016 v americkém Stanfordu jako čtyřicátý pátý ročník turnaje.
Turnaj představoval otevírací událost ženské části US Open Series 2016. Jeho rozpočet činil 753 000 dolarů a patřil do kategorie WTA Premier Tournaments. Nejvýše nasazenou hráčkou ve dvouhře se stala světová sedmička Venus Williamsová ze Spojených států. Jako poslední přímá účastnice do dvouhry nastoupila 139. americká tenistka žebříčku Jennifer Bradyová.
Singlovou soutěž ovládla Britka Johanna Kontaová, která tak zaznamenal premiérový triumf na okruhu WTA. Vítězem deblové části se stala domácí dvojice Raquel Atawová a Abigail Spearsová, jenž na turnaji zaznamenaly čtrnáctý společný triumf.

## Distribuce bodů a finančních odměn

### Distribuce bodů
| Soutěž  | vítězky | finalistky | semifinalistky | čtvrtfinalistky | 16 v kole | 32 v kole | 64 v kole | Q  | Q2 | Q1 |
| ------- | ------- | ---------- | -------------- | --------------- | --------- | --------- | --------- | -- | -- | -- |
| dvouhra | 470     | 305        | 185            | 100             | 55        | 30        | 1         | 25 | 13 | 1  |
| čtyřhra | 470     | 305        | 185            | 100             | 1         | —         | —         | —  | —  | —  |

### Finanční odměny
| Soutěž                              | vítězky  | finalistky | semifinalistky | čtvrtfinalistky | 16 v kole | 32 v kole | Q2     | Q1     |
| ----------------------------------- | -------- | ---------- | -------------- | --------------- | --------- | --------- | ------ | ------ |
| dvouhra                             | $128 100 | $68 280    | $37 330        | $21 330         | $10 670   | $6 9900   | $3 225 | $1 810 |
| čtyřhra                             | $40 300  | $21 330    | $11 735        | $5 975          | $3 240    | —         | —      | —      |
| částka ve čtyřhře je uvedena na pár |          |            |                |                 |           |           |        |        |

## Ženská dvouhra

### Nasazení
| Stát                             | Hráčka             | WTA | Nasazení |
| -------------------------------- | ------------------ | --- | -------- |
| USA                              | Venus Williamsová  | 7.  | 1.       |
| Slovensko                        | Dominika Cibulková | 12. | 2.       |
| Spojené království               | Johanna Kontaová   | 18. | 3.       |
| USA                              | Coco Vandewegheová | 35. | 4.       |
| Japonsko                         | Misaki Doiová      | 36. | 5.       |
| Lotyšsko                         | Jeļena Ostapenková | 37. | 6.       |
| Francie                          | Alizé Cornetová    | 51. | 7.       |
| USA                              | Varvara Lepčenková | 52. | 8.       |
| Žebříček WTA k 11. červenci 2016 |                    |     |          |

### Jiné formy účasti
Následující hráčky obdržely divokou kartu do hlavní soutěže:
- Catherine Bellisová
- Julia Boserupová
- Maria Mateasová
- Carol Zhaová

Následující hráčky postoupily z kvalifikace:
- Ana Bogdanová
- Elica Kostovová
- Asia Muhammadová
- Sachia Vickeryová

### Odstoupení
před zahájením turnaje
- Tímea Babosová → nahradila ji Verónica Cepedeová Roygová
- Mariana Duqueová Mariñová → nahradila ji Jennifer Bradyová
- Sie Šu-wej → nahradila ji Naomi Ósakaová
- Darja Kasatkinová → nahradila ji Kristýna Plíšková
- Anastasija Pavljučenkovová → nahradila ji Urszula Radwańská
- Agnieszka Radwańská → nahradila ji Alison Riskeová
- Lesja Curenková → nahradila ji Chan Sin-jün

### Skrečování
- Coco Vandewegheová[1]

## Ženská čtyřhra

### Nasazení
| Stát                                                                          | Hráčka                 | Stát      | Hráčka                | WTA  | Nasazení |
| ----------------------------------------------------------------------------- | ---------------------- | --------- | --------------------- | ---- | -------- |
| Čína                                                                          | Sü I-fan               | Čína      | Čeng Saj-saj          | 31.  | 1.       |
| USA                                                                           | Raquel Atawová         | USA       | Abigail Spearsová     | 40.  | 2.       |
| Chorvatsko                                                                    | Darija Juraková        | Austrálie | Anastasia Rodionovová | 83.  | 3.       |
| Německo                                                                       | Anna-Lena Grönefeldová | Česko     | Květa Peschkeová      | 105. | 4.       |
| Žebříček WTA k 27. červenci 2015; číslo je součtem umístění obou členek páru. |                        |           |                       |      |          |

### Jiné formy účasti
Následující pár obdržel divokou kartu do čtyřhry:
- Julia Bejgelzimerová /  Kristýna Plíšková

## Přehled finále

### Ženská dvouhra
- Johanna Kontaová vs.  Venus Williamsová, 7–5, 5–7, 6–2

### Ženská čtyřhra
- Raquel Atawová /  Abigail Spearsová vs.  Darija Juraková /  Anastasia Rodionovová, 6–3, 6–4